# Жан Валжан
Жан Валжан (фр. Jean Valjean) је измишљени лик из романа „Јадници“, аутора Виктора Иго-а, која обухвата догађаје у животу људи у периоду после Наполеонових ратова.

## Биографија
Жан Валжан је у младости био дрвосеча који се после смрти својих родитеља бринуо о својој сестри и њених седморо деце. Године 1795, због глади краде векну хлеба од локалног пекара, али нажалост убрзо бива ухваћен и осуђен на пет година затвора. Током служења казне Жан покушава четири пута да побегне из затвора, али се сва бекства завршавају неуспешно. Као казну за све покушаје бекства додато му је још 14 година затвора тако да је његова затворска казна укупно износила 19 година. После одслуженог времена Валжан лута путевима али због жутог пасоша који га открива као бившег затвореника, свака гостионица одбија да му пружи услуге. На крају у свој дом га прима околни бискуп и од тог догађаја почиње сам роман.
Бискуп му пружа храну као и преноћиште али током ноћи Жан Валжан краде од њега сребрнину и одлази у ноћ, да би га убрзо ухватила полиција и довела назад.
Да би га заштитио, бискуп лаже полицајце говорећи им да је он сам добровољно дао сребрнину као поклон, и притом му даје и свећњак да би започео нови живот, и постао бољи човек. 
Због свог дела Жан ће се искрено покајати, али узеће свећњак и сребрнину у замену за обећање да ће постати бољи човек. 
Недуго затим Жан одлази у један мали провинцијски град и узима име Мадлен. Тамо ће постати богати индустријалац, власник успешне фабрике и веома цењен грађанин. Захваљујући свом новостеченом угледу убрзо постаје и градоначелник града, али невоља долази када га један од полицајаца, Жавер препозна као бившег осуђеника. 
У роману Жавер га често ословљава и бројем 24601 (лични број затвореника) упркос чињеници да је после другог хапшења добио нови 9430.

## Особине
Валжан је у роману приказан као снажна особа, способна да подигне голим рукама читава кола у намери да спасе човека. Та особина га је и издала имајући у виду да је Жавер демонстрацију такве снаге видео од њега још у затвору а касније и у граду од човека кога су сви знали као Малден.
Самим тим што је успео да пропалу фабрику унапреди и подигне на ноге, Жан се одликује као способан и мудар човек који уме да преузме иницијативу када је то потребно.
Жан не воли неправду с обзиром да је у младости велика неправда њему почињена. Због тога је он помаже сиромасима и осталим несрећницима, не штедећи новац и труд, жртвујући понекад и самог себе.

## Филмске и позоришне адаптације
Роман „Јадници“ је екранизован више од педесет пута, у виду серија, филмова, па чак и као анимираних остварења.
Као позоришна представа и мјузикл испевана на разним језицима погледали су је веома велики број људи.
Неки од најпознатијих глумаца који су тумачили Жан Важана су: Лијам Нисон, Жан Пол Белмондо, Жан Габен, Жерар Депардје и др.
Што се тиче позоришних представа, у њој су се опробали многи глумци широм света, док је код нас ту улогу тумачио Зафир Хаџиманов.